# Новоозернівська селищна рада
Новоозе́рнівська се́лищна ра́да — адміністративно-територіальна одиниця та орган місцевого самоврядування у складі Євпаторійської міської ради Автономної Республіки Крим. Адміністративний центр — селище міського типу Новоозерне.

## Загальні відомості
- Населення ради: 7 242 особи (станом на 1 січня 2011 року)

## Населені пункти
Селищній раді підпорядковані населені пункти:
- смт Новоозерне

## Склад ради
Рада складається з 30 депутатів та голови.
- Голова ради: Курятенко Олег Анатолійович
- Секретар ради: Сідєльнік Наталя Іванівна

### Керівний склад попередніх скликань
| Прізвище, ім'я, по батькові | Основні відомості                                   | Дата обрання | Дата звільнення |
| --------------------------- | --------------------------------------------------- | ------------ | --------------- |
| Сутула Валентин Федорович   | Селищний голова, 1948 року народження, безпартійний | 26.03.2006   | 20.07.2007      |
| Курятенко Олег Анатолійович | Селищний голова, 1972 року народження, безпартійний | 31.10.2010   |                 |

Примітка: таблиця складена за даними сайту Верховної Ради України

### Депутати
За результатами місцевих виборів 2010 року депутатами ради стали:

#### За суб'єктами висування
| Суб'єкт висування | Кількість обраних депутатів | %    |
| ----------------- | --------------------------- | ---- |
| Самовисування     | 17                          | 56,7 |
| Партія регіонів   | 8                           | 26,7 |
| Партія «Союз»     | 5                           | 16,7 |

#### За округами
| № округу        | Прізвище, ім'я, по батькові        | Дата визнання обраним | Освіта  | Партійна приналежність | Відомості про обраного депутата                     |
| --------------- | ---------------------------------- | --------------------- | ------- | ---------------------- | --------------------------------------------------- |
| Партія регіонів |                                    |                       |         |                        |                                                     |
| 2               | Ватоліна Галина Олександрівна      | 02.11.2010            | середня | член Партії регіонів   | приватний підприємець                               |
| 13              | Біленький Микола Миколайович       | 02.11.2010            | середня | член Партії регіонів   | військова частина А2506, матрос 2 класу             |
| 14              | Резак Тетяна Василівна             | 02.11.2010            | вища    | член Партії регіонів   | пенсіонер                                           |
| 20              | Чернова Світлана Вікторівна        | 02.11.2010            | вища    | член Партії регіонів   | фізична особа-підприємець                           |
| 22              | Поліщук Олександр Миколайович      | 02.11.2010            | середня | член Партії регіонів   | ТОВ «Крим Інвест Сервис», директор                  |
| 24              | Канаш Наталія Сергіївна            | 02.11.2010            | вища    | позапартійна           | військова частина А2506, інженер МІС                |
| 27              | Кравченко Богдан Анатолійович      | 02.11.2010            | вища    | позапартійний          | військова частина А2506, військовослужбовець        |
| 29              | Котлярова Ганна Петрівна           | 02.11.2010            | середня | позапартійна           | Євпаторійська КЄЧ району, інспектор по обліку житла |
| Партія «Союз»   |                                    |                       |         |                        |                                                     |
| 3               | Кононова Валентина Андріївна       | 02.11.2010            | середня | член Партії «Союз»     | магазин «Літера», продавець                         |
| 5               | Немченко Марина Петрівна           | 02.11.2010            | середня | член Партії «Союз»     | приватний підприємець                               |
| 7               | Дубина Юрій Петрович               | 02.11.2010            | середня | член Партії «Союз»     | тимчасово не працює                                 |
| 10              | Пермінов Володимир Михайлович      | 02.11.2010            | середня | член Партії «Союз»     | КП «Екологія — Н», слюсар                           |
| 16              | Капралов Олександр Васильович      | 02.11.2010            | середня | член Партії «Союз»     | Донузлавська дільниця ЄМПХ, слюсар                  |
| Самовисування   |                                    |                       |         |                        |                                                     |
| 1               | Базанюк Валерій Миколайович        | 03.11.2010            | середня | позапартійний          | ШПС «Бріз», керівник гуртка                         |
| 4               | Слєпцова Валентина Василівна       | 02.11.2010            | середня | позапартійна           | пенсіонер                                           |
| 6               | Маслюкова Любов Петрівна           | 02.11.2010            | середня | член Партії регіонів   | пенсіонер                                           |
| 8               | Маринченко Ірина Володимирівна     | 02.11.2010            | середня | член Партії регіонів   | пенсіонер                                           |
| 9               | Галактіонов Геннадій Олександрович | 02.11.2010            | вища    | член Партії регіонів   | військова частина А2506, інженер                    |
| 11              | Агапітов Андрій Олексійович        | 02.11.2010            | вища    | позапартійний          | військова частина А2506, військовослужбовець        |
| 12              | Мурадов Афсер Гусейнович           | 02.11.2010            | середня | позапартійний          | приватний підприємець                               |
| 15              | Ременькова Катерина Селіверстівна  | 02.11.2010            | середня | позапартійна           | кооператив «Донузлав», інженер                      |
| 17              | Сідєльнік Наталя Іванівна          | 02.11.2010            | вища    | позапартійна           | ДНЗ «Якорьок», завідувачка                          |
| 18              | Маслюков Борис Борисович           | 02.11.2010            | середня | член Партії регіонів   | пенсіонер                                           |
| 19              | Поліщук Павло Миколайович          | 02.11.2010            | вища    | позапартійний          | пенсіонер                                           |
| 21              | Коба Ніна Василівна                | 02.11.2010            | середня | позапартійна           | військова частина А4290, стрілець                   |
| 23              | Дяволюк Любов Іванівна             | 02.11.2010            | середня | член Партії регіонів   | пенсіонер                                           |
| 25              | Прадун Валентин Пантелійович       | 12.01.2011            | вища    | позапартійний          | ПАО «ВТБ Банк», директор                            |
| 26              | Бєлагін Віктор Юрійович            | 02.11.2010            | вища    | позапартійний          | пенсіонер                                           |
| 28              | Шмигановський Віктор Анатолійович  | 02.11.2010            | вища    | позапартійний          | військова частина А2506, військовослужбовець        |
| 30              | Порохня Юрій Олександрович         | 02.11.2010            | вища    | позапартійний          | військова частина А4442, військовослужбовець        |